# Jason Miller (zawodnik MMA)
Jason Nicholas Miller (ur. 24 grudnia 1980 w Fayetteville) – amerykański zawodnik mieszanych sztuk walki (MMA). Były zawodnik m.in. Ultimate Fighting Championship, Strikeforce czy DREAM. Czarny pas w brazylijskim jiu-jitsu.

## Kariera sportowa
W MMA zadebiutował w kwietniu 1998, wygrywając z Alem Dillem. W latach 2001–2004, walczył na lokalnych galach w USA, wygrywając m.in. z Denisem Kangiem czy Eganem Inoue oraz przegrywając z takimi zawodnikami jak Chael Sonnen oraz Tim Kennedy. 25 kwietnia 2005, zadebiutował w UFC, przeciwko Kanadyjczykowi Georges’owi St-Pierre’owi, ostatecznie z nim przegrywając jednogłośnie na punkty.
W latach 2005–2007, walczył głównie na Hawajach dla tamtejszej organizacji Superbrawl / Icon Sport gdzie zdobywał tamtejsze tytuły mistrzowskie w wadze półśredniej, po pokonaniu Marka Moreno oraz średniej, po zwycięstwie nad Robbiem Lawlerem. W kolejnych latach, toczył pojedynki w takich organizacjach jak WEC czy Icon Sport. 15 grudnia 2007, zrewanżował się Kennedy'emu za porażkę sprzed lat, wygrywając z nim na punkty. Natomiast w 2008, wystartował w Grand Prix DREAM wagi średniej, odpadając w ćwierćfinale z Ronaldo Souzą. 26 maja 2009, doszło do rewanżu Millera z Souzą, o pas DREAM w wadze średniej jednak mistrza nie wyłoniono gdyż Amerykanin trafił Brazylijczyka zabronionym kopnięciem w głowę gdy ten w momencie przyjmowania ciosu znajdował się w parterze, po którym powstało rozcięcie, uniemożliwiające kontynuowanie mu walki. Pojedynek przerwano w 2 minucie i 33 sekundzie pierwszej rundy i uznano za nierozstrzygnięty. Kolejny rewanż planowano zestawić na jedną z wrześniowych gal w tym samym roku, lecz ostatecznie do niej nie doszło gdyż najpierw Brazylijczyk podpisał kontrakt z amerykańską organizacją Strikeforce, a następnie sam Miller.
Po związaniu się ze Strikeforce, z miejsca otrzymał szansę walki o tytuł wagi średniej z Jakem Shieldsem, do której doszło 7 listopada 2009. Miller przegrał pojedynek jednogłośnie na punkty. 17 kwietnia 2010 na gali Strikeforce w Nashville, wygrał przez techniczny nokaut z Timem Stoutem w 1. rundzie. Podczas tej samej gali, w trakcie udzielania wywiadu przez Jake Shieldsa mającego miejsce zaraz po walce z Danem Hendersonem, podszedł Miller domagając się od Shieldsa w prowokacyjny sposób rewanżu. Nagle wywiązała się bójka między Millerem, a narożnikiem Shieldsa w postaci Gilberta Melendeza oraz braci Diaz, Nicka i Nathana na oczach ponad 8 tysięcznej widowni zgromadzonej na hali oraz setkach tysięcy przed telewizorami. Po tym wydarzeniu wszyscy uczestnicy bójki zostali ukarani karami pieniężnymi oraz trzymiesięcznymi zawieszeniami.
Przez następny rok, próbowano zestawić Nicka Diaza z Millerem o mistrzostwo Strikeforce wagi półśredniej lecz ostatecznie do niego nie doszło. Amerykanin w tym czasie podjął walkę z gwiazdą japońskiego MMA Kazushim Sakurabą, 25 września 2010 (DREAM 16), pokonując go przez poddanie w 1. rundzie.
22 kwietnia 2011, ponownie związał się z UFC. Początkowo miał się zmierzyć w pierwszej walce od powrotu z Aaronem Simpsonem, lecz ostatecznie został trenerem w reality show The Ultimate Fighter, gdzie trenerem drużyny przeciwnej był Brytyjczyk Michael Bisping. Do walki trenerów doszło 3 grudnia 2011, podczas finałowej gali 14 edycji TUF-a. Miller uległ Bispingowi przez techniczny nokaut w 3. rundzie. 25 maja 2012, przegrał z C. B. Dollawayem jednogłośnie na punkty.
Jeszcze w tym samym miesiącu został zwolniony z organizacji. Po prawie czterech latach, 21 maja 2016, wrócił do MMA, przegrywając z Mattią Schiavolinem przez poddanie na gali Venator FC w Mediolanie.
Od listopada 2016, przebywa w Polsce gdzie prowadzi m.in. seminaria w zakresie MMA. 4 marca 2017, planowany jest jego pojedynek na gali PLMMA 72.

## Problemy z prawem
Mayhem był wielokrotnie notowany w kartotekach policyjnych co w dużym stopniu zahamowało jego karierę sportową. W 2011, został zatrzymany przez funkcjonariuszy za napaść na swoją siostrę, natomiast w 2012 wtargnął nagi do kościoła z gaśnicą w rękach. W sierpniu 2013, był dwukrotnie aresztowany w związku z przemocą domową. 9 października 2014, zabarykadował się w swoim domu i odmówił oddania w ręce policji, zmuszając funkcjonariuszy do wezwania oddziału specjalnego SWAT oraz helikoptera. 16 października 2015, ponownie został aresztowany, tym razem za napaść na policjanta. W lutym 2016, zatrzymany za prowadzenie samochodu pod wpływem środków odurzających.

## Media
W latach 2009–2012, był głównym prowadzącym w programie Bully Beatdown, w Polsce znanym pod nazwą Zemsta na brutalu, emitowanym w stacji MTV. W 2011, zagrał w filmie Mocne uderzenie.

## Osiągnięcia[16]
Mieszane sztuki walki:
- 2001-2003: Mistrz Wschodniego Wybrzeża ISCF w wadze średniej
- 2004-2005: Mistrz Superbrawl w wadze półśredniej
- 2005: Mistrz Ameryki Północnej Superbrawl w wadze półśredniej
- 2006: Mistrz Icon Sport w wadze średniej
- 2010, 2011: World MMA Awards - Wejście Roku

Submission wrestling:
- 2003-2006: Grapplers Quest - zwycięzca zawodów